# Р-800
Р-800 — серия советских авиационных бортовых командных УКВ-АМ радиостанций, также проходивших под индексом РСИУ-3. Предназначены для обеспечения телефонной и телекодовой связи самолетов (вертолетов) между собой и наземными пунктами в пределах прямой видимости, а также с морскими судами. При наличии в радиостанции аварийного приемника обеспечивает дежурный прием сигналов на одной из аварийных частот 121,5, 156,8 или 243,0 МГц.
Выпускалась в основных модификациях: Клен, Клен-Г, Клен-П, Лунь-1, Лунь-2, Лунь-Г.

## Основные модификации
- Р-800 — авиационная бортовая командная УКВ радиостанция РСИУ-3М «Клен»
- Р-800Г РСИУ-3МГ «Клён-Г»- авиационная бортовая командная УКВ радиостанция (для сопряжения с аппаратурой системы «Горизонт-1») РСИУ-3МГ «Клен-Г»
- Р-800Л1 — авиационная бортовая командная УКВ радиостанция «Лунь-1» (ИЖ1.101.022)
- Р-800Л2 — авиационная бортовая командная УКВ радиостанция «Лунь-2» (ИЖ1.101.021)
- Р-800ЛГ — авиационная бортовая командная УКВ радиостанция (для сопряжения с аппаратурой системы «Горизонт-1») «Лунь-Г»
- Р-800П — авиационная бортовая командная УКВ радиостанция (для ГВФ) РСИУ-3МП «Клен-П»
- Р-800РФ — УКВ радиостанция для речного флота

## Основные ТТД
(для радиостанции модели Р-800 «Клён»)
- Диапазон частот: 100—150 МГц
- Каналов: 4
- Шаг каналов: 83,3 кГц
- Модуляция амплитудная
- Мощность 6 вт
- Исполнение — моноблок

(для радиостанций модели Р-800Л1 и Р-800Л2 «Лунь»)
- Вид модуляции — АМ/ЧМ
- Диапазон частот, МГц с шагом сетки частот 25 кГц:
  - 100,000-149,975
  - 156,000-173,975
  - 220,000-399,975
- Диапазон частот, МГц с шагом сетки частот 8,33 кГц — 118,000-136,975
- Выходная мощность передатчика, Вт:
  - АМ — 10 (20 для Р-800Л2Э)
  - ЧМ — 15 (30 для Р-800Л2Э)
- Напряжение питания станции — 27 вольт
- Токи потребления от бортсети постоянного тока, А, не более:
  - в режиме «Прием»: 1,5
  - в режиме «Передача»: 7,4 (12 для Р-800Л2Э)
- Исполнение:
  - приёмопередатчик в виде легкосъёмного блока
  - рама амортизационная
  - пульт управления
- масса изделия, не более: 13,5 кг

## Применение
- Модификации Р-800 «Клён»: Ан-2, Бе-10, Ил-10М, Ил-40, Ли-2, М-4, М-50, Ми-4, МиГ-17, МиГ-19, Р-1, Ту-4, Ту-14, Ту-16, Ту-91, Ту-95, Як-12М, Як-18А, Як-25, Як-200
- Модификации Р-800 «Лунь»: Су-27